# Ярецький Андрій Миколайович
Андрій Миколайович Ярецький — генерал-майор Збройних сил України, учасник російсько-української війни, що відзначився під час російського вторгнення в Україну в 2022 році.

## Життєпис
Заступник командувача Повітряних Сил з авіації — начальник авіації Командування Повітряних Сил ЗС України
Член Координаційної ради журналу "Наука і техніка Повітряних Сил Збройних Сил України"

## Звання
- Полковник
- Генерал-майор (14 жовтня 2016 року[3])

## Нагороди
- орден Данила Галицького (5 квітня 2022) — за особисту мужність і самовіддані дії, виявлені у захисті державного суверенітету та територіальної цілісності України, вірність військовій присязі[4][5].
- орден Богдана Хмельницького ІІІ ступеня (24 січня 2023 року) — за особисту мужність і самовіддані дії, виявлені у захисті державного суверенітету та територіальної цілісності України, вірність військовій присязі.[6]